# Met voorbedachten rade (televisieserie)
Met voorbedachten rade is een fictieserie van de Vlaamse omroep BRT (thans: VRT). De serie werd voor het eerst op televisie uitgezonden in 1981. Er werden 5 reeksen gemaakt, die telkens uit 3 of 4 afleveringen bestonden. Met voorbedachten rade was de opvolger van de populaire advocatenserie Beschuldigde, sta op.
In Met voorbedachten rade lag de nadruk op het onderzoek voorafgaand aan een rechtszaak. In de serie worden de onderzoeksverrichtingen gevolgd van onderzoeksrechter De Clerck (gespeeld door Frans De Clerck) en zijn inspecteurs (gespeeld door onder anderen Arnold Naessens, Jos Willems en Jan Van den Berghe).
In de serie werd veel gebruikgemaakt van acteurs uit het amateurtoneel.